# Bagaceratops
Bagaceratops ist eine Gattung der Vogelbeckensaurier (Ornithischia) aus der Familie der Protoceratopsidae innerhalb der Ceratopsia.

## Merkmale
Bagaceratops war ein kleiner, quadrupeder (vierbeiniger) Dinosaurier. Er war eng mit Protoceratops verwandt, dem er ähnelte. Mit rund 1 Meter Länge war er aber kleiner. Der Schädel war relativ groß, die Schnauze war wie bei allen Ceratopsiern zugespitzt, aber kürzer als bei Protoceratops. Das Nackenschild war wie bei allen höheren Ceratopsiern aus Scheitel- und Schuppenbein gebildet, aber relativ kurz. Am Zwischenkieferbein (Prämaxillare) saßen kleine, stiftförmige Zähne, die Zähne weiter hinten im Maul waren blattförmig und an eine pflanzliche Ernährung angepasst. Am Nasenbein befand sich ein kleiner knöcherner Kamm.

## Entdeckung und Benennung
Die fossilen Überreste von Bagaceratops wurden in der mongolischen Provinz Ömn-Gobi entdeckt und 1975 erstbeschrieben. Der Name leitet sich vom mongolischen baga (=„klein“) und dem griechischen keratops (=„Horngesicht“), einem häufigen Namensbestandteil der Ceratopsier, ab, und spielt auf die geringe Größe dieses Dinosauriers an. Typusart ist B. rozhdestvenskyi. Die Überreste werden in die Oberkreide (mittleres Campanium) auf ein Alter von 80 bis 76 Millionen Jahre datiert.

## Systematik
Fastovsky und Weishampel (2005) ordnen Bagaceratops in die Protoceratopsidae ein. Alifanov beschrieb 2005 mit Lamaceratops und Platyceratops zwei mit Bagaceratops verwandte Gattungen und gliederte diese drei zusammen mit dem umstrittenen Breviceratops in eine neue Familie, Bagaceratopsidae, ein. Nach Ansicht von Makovicky et al. (2006) könnte es sich bei all den genannten Gattungen wie auch bei Magnirostris lediglich um Synonyme von Bagaceratops handeln.